# Ère Bunka
L'ère Bunka (en japonais : 文化) est une des ères du Japon (年号, nengō, littéralement « le nom de l'année ») suivant l'ère Kyōwa et précédant l'ère Bunsei. Cette ère couvre la période qui s'étend du mois de janvier 1804 au mois d'avril 1818. Les empereurs régnants dont Kōkaku-tennō (光格天皇) et Ninkō-Tennō (仁孝天皇).

## Changement de l'ère
- 11 février 1804 (Bunka gannen (文化元年?)) :  le nom Bunka de la nouvelle ère (qui signifie « Culture » ou « Civilisation ») est créé pour marquer le début d'un nouveau cycle de 60 ans du système de la Tige céleste et de la Branche terrestre du calendrier chinois qui survient le jour du Nouvel An, le new moon day 2 novembre 1804. L'ère précédente se termine et la nouvelle commence en Kyōwa 4.

## Événements de l'ère Bunka
- 1804 (Bunka 1) : le Daigaku-no-kami Hayashi Jussai (1768–1841) explique la politique étrangère du shogunat à l'empereur Kōkaku à Kyoto[2].
- Juin 1805 (Bunka 2) : Genpaku Sugita (1733–1817) se voit accorder une audience avec le shogun Ienari pour expliquer les différences entre le savoir médical traditionnel et celui de l'Occident[3].
- 25 septembre 1810 (Bunka 7, 27e jour du 8e mois) : Séisme dans le nord du Honshū (Latitude 39.900/Longitude 139.900), 6.6 magnitude sur l'échelle de Richter[4]...Cliquer pour accéder au NOAA/Japan: Significant Earthquake Database
- 7 décembre 1812 (Bunka 9, 4e jour du 11e mois) : Séisme dans le Honshū (Latitude 35.400/Longitude 139.600), magnitude de 6.6[4].
- 1817 (Bunka 14) : l'empereur Kokaku se rend en procession au palais impérial de Sento, palais d'un empereur ayant abdiqué. Le palais de Sento est à cette époque appelé palais Sakura Machi. Il a été construit par le shogunat Tokugawa pour l'ancien empereur Go-Mizunoo[5].